# Dominique Maes
Pour les articles homonymes, voir Maas.
Dominique Maes, né le 29 mai 1957 à Bruxelles (province de Brabant), est un écrivain, illustrateur de littérature d'enfance et de jeunesse et enseignant belge francophone.

## Biographie

### Jeunesse et formation
Dominique Maes naît le 29 mai 1957 à Bruxelles,. Il est élève dans l'enseignement primaire puis secondaire à l'Athénée Robert Catteau. En 1973, il suit les humanités artistiques de l'Académie royale des beaux-arts de Bruxelles. Entre 1976 et 1979, il fréquente la section graphisme de l'Institut Saint-Luc de Bruxelles. Il y enseignera l'illustration par la suite.
En 2012, le livre-application Bleu de toi de Dominique Maes fait connaître davantage la maison d'édition CotCotCot éditions : il obtient le prix Dem@in le livre en 2013 et une exposition lui est consacré en octobre 2015 à l'ancien hôtel communal de Laeken. En 2020, la maison d'édition prend la décision d'interrompre la mise à jour de l'application sur l'App Store.
Comme auteur et illustrateur, il a publié plus de quatre-vingts albums pour la jeunesse.
Au tournant des années 2010, il crée la Manufacture de la Grande Droguerie Poétique dont il est président directeur généreux autoproclamé. Ce titre sort tout droit de son imagination. Il ne vend rien mais offre simplement du rêve. « J’en ai eu ras-le-bol du monde de l’édition et de sa logique marchande. J’ai beaucoup de gratitude pour tout ce que j’ai pu faire dans la vie, mais j’étais triste et en colère face à la décision d’Albin Michel de retirer et détruire mon dernier livre après seulement six mois en librairie ! »
Il anime aussi des ateliers d'écriture,. Il est également l'un des nombreux artistes à rendre hommage à Ever Meulen lors de l'exposition Ever Meulen and Friends en octobre 2017 à Bruxelles.
Les techniques qu'il utilise sont : l'aquarelle (au miel et sur vélin d'Arches) mais aussi les crayons de couleur, le pastel, la peinture à l'huile.
Il est lauréat d’une bourse d'aide au projet de la Fédération Wallonie-Bruxelles en 2007. En 2012, il reçoit le soutien de la même fédération pour la narration numérique. En 2020, il obtient une bourse Scam d'aide à l’écriture pour le recueil Gourmandises à paraître en 2021 aux éditions Murmure des Soirs.

### Autres activités
Il est aussi clarinettiste. Il joue dans l'Hospice blues Band.

### Vie privée
Il a été l'époux de Colette Hellings qui lui donne deux fils et une fille,. En 2002, Marie Vander Meulen devient sa compagne. Le couple a une fille. Il réside à Malèves-Sainte-Marie-Wastines en 2015,.

## Œuvres

### Livres d'enfance et de jeunesse
- Bruno de La Salle (dir. artistique) (ill. Dominique Maes, Jean-Paul Auboux, composition ; Bruno de La Salle, voix), Jean de l'Ours, Paris ; Antony, Casterman ; Auvidis ; Radio-télévision belge de la Communauté française, coll. « Contes de toujours », 1987, 27 p., 1 livre ; 1 cassette audio (ISBN 2-203-12606-X, BNF 38164484)
- Dis les bruits (volume 1) : La Campagne (1989)
- Dis les bruits (volume 2) : La Maison (1989)
- Dis les bruits (volume 3) : La Ville (1989)
- Dis les bruits (volume 4) : La Mer (1989)
- La Campagne ; La Maison ; La Ville ; La Mer : 40 comptines pour que les bruits qui nous entourent nous fassent entrer dans la sarabande des mots, Carl Norac, Claude Clément, Colette Hellings ; d'après une idée de Colette Hellings ; ill. Dominique Maes, Casterman, 1989 - livre-disque
- Le Grand Livre des Sorcières (1989)
- Émile Crocodile (1991)
- Il était un livre (1991)
- Je ne suis pas tout seul (1991)
- Le Grand Livre du Père Noël (1991)
- Odilon (1992)
- L´Églantine (1993)
- Odilon au restaurant (1993)
- Trop petite, trop grand[19], de Colette Hellings, L'École des loisirs, coll. « Pastel », 1993  (ISBN 2-211-01227-2)
- L’Œuvre d’âne, de Colette Hellings, L'École des loisirs, coll. « Pastel », 1994  (ISBN 2211019366)
- Les Bonnes Mauvaises herbes (1994)
- Nana et Zazou au bac à sable (1994)
- Domino et Colinette (1995)
- L´Enfant, l´oiseau et la fleur (1995)
- Malabar et Cramoisi (1995)
- Nini dit non (1995)
- Nini et sa poupée (1995)
- Nini et ses souliers (1995)
- Nini toute seule (1995)
- Sauve-toi Papillon ! (1996)
- Un adorable voleur, le lérot (janvier 1997)
- Dodo, Nono ! (1997)
- Mia (1997)
- Nono fait comme papa (1997)
- Un adorable voleur (1997)
- Un thé dans les étoiles (1997)
- Animalicieux, de Pierre Coran, ill. de Dominique Maes, Pastel, 1998  (ISBN 2211046487).
- Le Roi de la forêt (1998)
- Chapeau (janvier 1999)
- Ma meilleure amie (1999)
- Saka-saka (1999)
- Le Château qui avait le hoquet, de Jean-Louis Sbille, illustré par Dominique Maes, Mijade, 2000  (ISBN 9782871420453).
- Un thé dans les étoiles (2000)
- Do, ré, mi (2001)
- Super Robot (2001)
- Tof a un gros problème (2001)
- Tof et la plante (2001)
- Tof et le petit monstre (2001)
- Cramique : le bisou monstrueux (2002)
- Cramique : le grimoire ensorcelé (2002)
- Cramique : papa paresse (2002)
- Cramique : une horrible bestiole (2002)
- Jack au pays des géants[20] (2002)
- La Table, les trois chaises et le petit tabouret, de Jean-Louis Sbille, illustré par Dominique Maes, Mijade, 2002  (ISBN 978-2871423287)
- Tof et Marguerite (2002)
- Tof et les petits papiers (2002)
- Max, le petit tracteur rouge (2002)
- Max et le tracteur rouge (janvier 2003)
- Jean-Hugues Malineau et Dominique Maes, Les Chats-mots, Albin Michel Jeunesse, 5 mars 2003, 34 p. (ISBN 978-2-226-14059-3)
- L’Ogre Tendre (2003)
- La Classe de mer de Dominique Maes ; illustrations de Lisbeth Renardy, Bruxelles, Alice éditions, coll. « Histoires comme ça » no 19, 2003  (ISBN 2-930182-91-1).
- Max et le tracteur jaune (2003)
- Le Sourire de Clara (2004)
- Les Croqueurs de mots[21], de François David, illustrations de Dominique Maes, Éditions du Rocher, coll. « Lo Païs d'Enfance », 2004  (ISBN 2-930182-91-1),Réédition, Motus Éditions, coll. « Pommes pirates papillons », 2014  (ISBN 9782360110537).
- Silence Premier, roi de Brouhaha (2004)
- Tof le Philosophe (2004)
- À la vie (2005)
- Chéri et Mirabelle (2005)
- J’ai la pêche, tu as la frite ! (2005)
- Les Dinosaures de la cantine (2005)
- Trois Contes vagabonds (2005)
- On a planté Mémé (2006)
- Petites grimaces et grands sourires (2006)
- Trois Contes gourmands (2006)
- Histoire du lutin qui veut raconter son histoire, Alice Jeunesse, coll. « Histoires comme ça », 2007  (ISBN 9782874260728)
- Les Aventures de Zolo, le gourmand qui avait toujours faim[22], Salim Hatubou (textes), Flies France, 2007  (ISBN 978-2-910272-48-7)
- Mémoires d'un ours en peluche[23] de Dominique Maes ; illustrations de Claude K. Dubois, Alice Jeunesse, 2007  (ISBN 2874260681)
- Personnages (2007)
- Jean qui rit, Jean qui pleure (2008)
- Le Jour de la révolution joyeuse (2008)
- Sagesses et malices de Tchantchès, tête de bois de Gudule, ill. Dominique Maes, Albin Michel, coll. « Sagesses et malices », 2008
- Trop petit, trop grand (2008)
- Mascarade !, Mijade, coll. « Les Petits Mijade », février 2009  (ISBN 9782871426608)
- Monstres (2009)
- Jean-Hugues Malineau (ill. Véronique Deiss et Dominique Maes), Les charades et les chats-mots, Paris, Albin Michel Jeunesse, 6 janvier 2010, 701 p. (ISBN 978-2-226-19345-2)
- Amours à mort (2012)
- Histoire de culte ; suivi de, Lettre de l'homme à la femme (2012)
- Les Phrases de la mâcheuse[20], roman, de Soline de Laveleye, ill. Dominique Maes, MaelstrÖm reEvolution, 2014  (ISBN 978-2-87505-171-4)
- Bestiaire de mon jardin secret (2018)
- Chapeau ! (2019)
- Gourmandises (2021)

### Littérature, poésie
- Chansons de la Grande Droguerie Poétique, MaelstrÖm reEvolution, 2021  (ISBN 978-2-87505-405-0)
- Chroniques poétiques d’un voyage à Montréal, Murmure des soirs, 2023  (ISBN 978-2-931235-08-9).

### En revues et journaux
- C'est mon droit quand même[24] : dossier / Martine Nolis in Philéas et Autobule, no 6 (septembre 2007)
- Petit monstre ! : dossier / Martine Nolis in Philéas et Autobule, no 12 (novembre 2008)
- C'est pour ton bien ! : dossier / Martine Nolis in Philéas et Autobule, no 15 (mai 2009)
- La langue en poche : dossier / Martine Nolis in Philéas et Autobule, no 19 (mars 2010)
- C'est violent ! : dossier / Martine Nolis in Philéas et Autobule, no 22 (novembre 2010)
- Les Enfants sont-ils éduqués ou soumis ? / Bernard Defrance in Appren-Tissages, no 2 (printemps 2018).

### Spectacles de marionnettes
- 2009 : La Trafiquante[25], auteur, mise en scène Bérangère Vantusso.

### Expositions
- Sélection de planches originales, bibliothèque Mille et Une Pages, Schaerbeek, de décembre 2007 au 15 janvier 2008[26].
- Petit Musée Temporaire de la Grande Droguerie Poétique[27], Musée Magritte, Bruxelles du 30 mars au 7 mai 2017.
- Mi, Musée imaginaire, Centre Daily-Bul & Co, La Louvière du 1er avril au 9 mai 2021[28].

#### Livres
: document utilisé comme source pour la rédaction de cet article.
- Le 9e Rêve no 6, Bruxelles, Institut Saint-Luc de Bruxelles, École de recherche graphique, 2006, 144 p. (présentation en ligne), p. 57. .
- Pascale Eben et Karine Magis, Répertoire des auteurs et illustrateurs de livres pour l'enfance et la jeunesse en Wallonie et à Bruxelles, Bruxelles, Wallonie-Bruxelles International, 2014, 192 p., ill. ; 26 cm (ISBN 9782930758008 et 2930758007, OCLC 944278134, lire en ligne), p. 121. .

#### Périodiques
- Isabelle Decuyper, « Portrait d'auteur : Dominique Maes : Humour et dessins », Lectures, Centre de lecture publique de la Communauté française, no 157,‎ septembre - octobre 2008, p. 24-27 (lire en ligne, consulté le 22 juin 2025).

#### Vidéographie
- [vidéo] « Portrait Grande Droguerie CanalZoom Juin2015 », sur YouTube, 22 juin 2015
- [vidéo] « Magasin de Produits Imaginaires par Dominique Maes (La Grande droguerie poétique) », sur YouTube, 9 décembre 2020